# Pia Hierzegger
Pia Hierzegger (née en 1972 à Graz) est une actrice, scénariste et présentatrice autrichienne.

## Biographie
Pia Hierzegger commence au théâtre dans une troupe en même temps que Michael Ostrowski. Ils jouent ensemble en 2004 dans Nacktschnecken de Michael Glawogger. Elle retrouve son personnage de Mao et la même équipe dans Contact High.
Depuis 2012, elle présente avec Michael Ostrowski Demokratie - Die Show, une émission satirique sur Puls 4.

## Filmographie

### Actrice
- 2004 : Nacktschnecken
- 2006 : Slumming
- 2009 : Bienvenue à Cadavres-les-Bains (Der Knochenmann)
- 2009 : Contact High
- 2010 : Sang chaud et chambre froide (Aufschneider) (télévision)
- 2011 : Die Vaterlosen
- 2012 : Schnell ermittelt (télévision)
- 2014 : High Performance – Mandarinen lügen nicht
- 2014 : Adam
- 2015 : Gruber geht
- 2016 : Hotel Rock’n’Roll
- 2016 : Was hat uns bloß so ruiniert
- 2017 : La Tête à l'envers (Wilde Maus)
- 2017 : Stadtkomödie
- 2017 : Die Notlüge
- 2019 : Der Boden unter den Füßen

### Scénariste
- 2007 : Her mit dem schönen Leben (court-métrage)
- 2008 : Mit Blick auf Wien (court-métrage)
- 2009 : Rex, chien flic : Coup monté
- 2017 : Stadtkomödie
- 2017 : Die Notlüge

## Sources
- (de) Cet article est partiellement ou en totalité issu de l’article de Wikipédia en allemand intitulé « Pia Hierzegger » (voir la liste des auteurs).